# Turcat-Méry
Turcat-Méry (Тюрка-Мэри) — французский производитель автомобилей (1899 — 1929). Штаб-квартира компании располагалась в Марселе. В 1920 году компанию купил банк Société marseillaise de crédit, а в 1924 году  – Артур Провенцель. В 1929 году Turcat-Méry прекратила производство автомобилей.

## В России
В 1915 году Николай II получил из Франции  Turcat-Méry  MI 28CV. После революции именно эта машина стала первым служебным автомобилем В. И. Ленина, но в декабре 1917 года ее похитили со стоянки перед Смольным предположительно для продажи; вскоре брошенную машину нашли на границе с Финляндией.

## Галерея
- Симон Мэри
- Анри Ружье на Turcat-Mery 45СV во время гонки.
- Turcat-Mery 1906
- Turcat-Mery FM 25СV Limousine
- Логотип Turcat-Mery